# Acapulco

Acapulco de Juárez város Mexikóban, az azonos nevű község (municipio) - amelyhez a városon kívül még 233 kisebb-nagyobb település is tartozik - székhelye. A köznyelvben egyszerűen csak mint Acapulco ismert. A város a Csendes-óceán partján fekszik és jelentősége Mexikó gazdaságában főképpen ipari kikötőjének van, illetve mint a nemzetközi turizmus közkedvelt célpontja. Acapulco kikötője így nem csak az ipar számára fontos (cukornád, gyapot, dohány és kávé) de jelentős a tengeri személyszállítási forgalom is.

## Története
Acapulco legalább ezer éven át több kereskedelmi útvonal csomópontja volt. Maga a név az azték nyelvből (nahuatl) származik, jelentése „a kiirtott nádas helye”.  ácatl (cukornád), poloa (lerombolni) és co (falu/hely), ami összességében úgy fordítható „a hely, ahol kiirtották a (cukor)nádat”.
A legrégebbi leletek (agyagtárgyak, gabona őrlésére szolgáló eszközök) Kr.e. 3000-ből származnak. A későbbi leletekre jellemzőek a gömbölyded női idomok. Vannak olyan feltételezések, miszerint időszámításunk kezdetén polinéz befolyás érvényesült volna. Leletek, amelyeket a Mexikói-fennsíkon is előfordulnak, kereskedelmi kapcsolatokra,  adófizetésre engednek következtetni. Acapulco azonban valószínűleg soha nem tartozott kizárólagosan mixték vagy azték befolyási övezetbe. Első európaiként Hernán Cortés fedezte fel a helyet, gyorsan növekvő város és Mexikó egyik első csendes-óceáni kikötője itt létesült.

## Földrajz

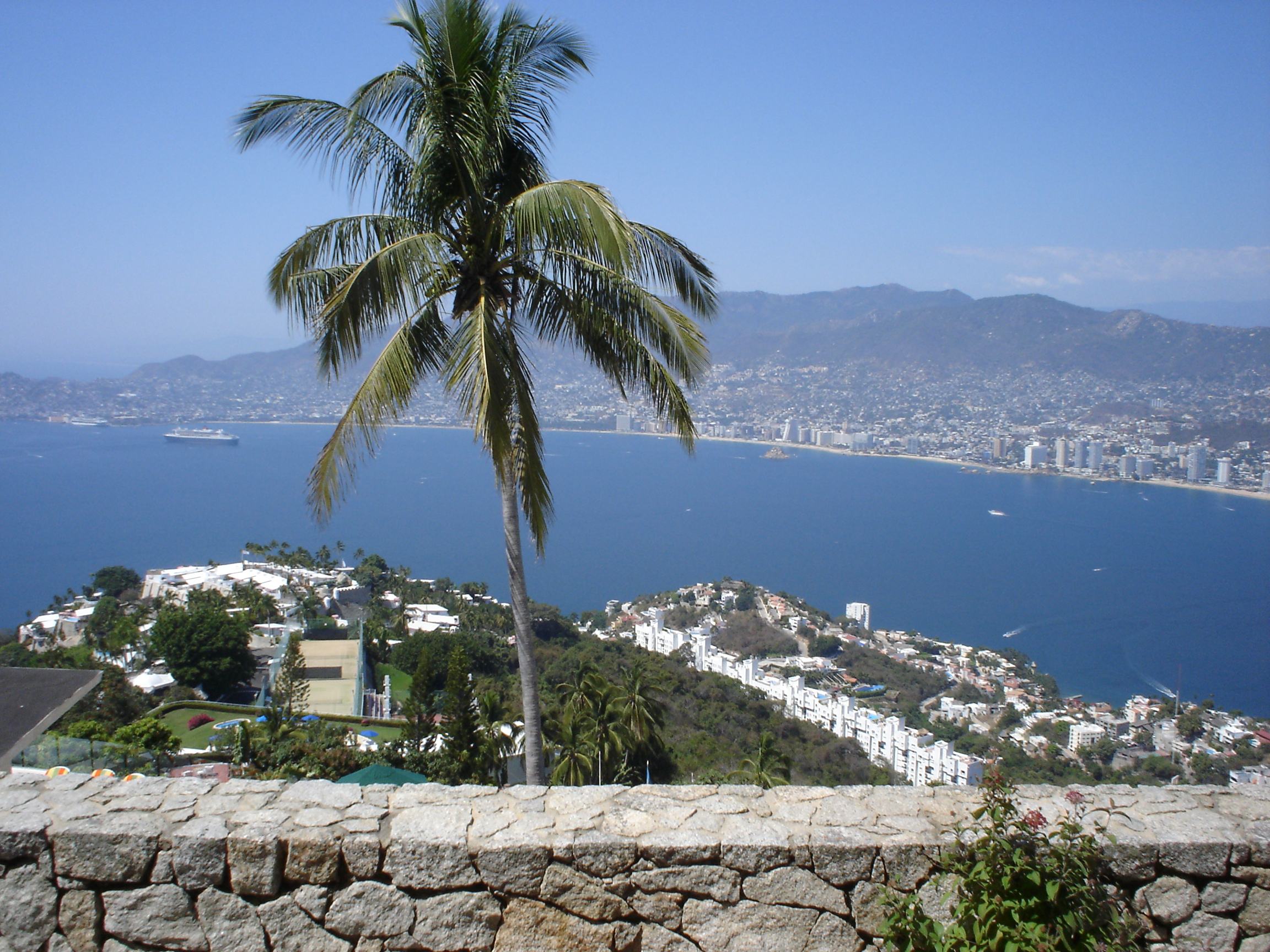
Acapulco öble

Acapulco a Csendes-óceán partján fekszik, kereken 300 km-re délnyugatra Mexikóvárostól. A város a keskeny, alig egy kilométernyi tengerparti sávon terül el, egy magas helyek övezte, mélyvízű, szinte félkör alakú öböl partján.
Területe 1862,6 km² és olyan kisebb falvakat, városokat is magában foglal, amelyek nem kapcsolódnak közvetlenül Acapulcóhoz.
A klíma trópusi, egész évben meleg, 27 °C körüli hőmérséklettel. A 16 km hosszú, széles homokstrand kiváló feltételeket nyújt a turizmusnak. A legtöbb csapadék az északi (félteke) nyara idején hullik, míg az északi (félteke) téli időszakában száraz és napos az idő.
A város központja Acapulco tradicional, itt van a kikötő és az óváros. Acapulco doradoban van a több kilométeres strand és több tízemeletes luxus-szálloda. Az utóbbi évtizedben a várost délen (Acapulco diamante) újabb luxus-szállodákkal bővítették. A legnagyobb strand a Playa Icacos. Kisebbek a Playa Caleta és a Pie de la Cuesta. A tulajdonképpeni városon kívül fekszik Puerto Marques, egy strandöböl.

## Lakosság
A 2005-ös népszámlálási adatok szerint a város belterületén 616 394 lakos élt, míg a település teljes lakossága a külterületekkel együtt 717 766 fő. Acapulco a szövetségi állam legnagyobb városa, lényegesen nagyobb mint a szövetségi állam székhelye, Chilpancingo. Emellett Acapulco gyorsan növekvő, lüktető nagyváros. A város közigazgatási szerveinek információi szerint a lakosság évi 2,1 százalékkal növekszik és körülbelül egy negyede nem részesül vezetékes víz- ill. áramellátásban. Ezenkívül 10,4 százalékot is kitesz az analfabéták aránya. (Forrás: Municipio de Acapulco de Juárez). A lakosság nagy része a gazdasági vonzerő miatt nagyrészt Guerrero szövetségi államból származó "bevándorló".

## Népesség
Az alábbi táblázat a lakosság változásait szemlélteti:
| Év   | Lakosság | Agglomeráció |
| ---- | -------- | ------------ |
| 1960 | 49 149   | 113 475      |
| 1970 | 174 378  | 277 460      |
| 1980 | 301 902  | 456 819      |
| 1990 | 515 374  | 653 973      |
| 1995 | 592 528  | 754 782      |
| 2000 | 620 656  | 791 558      |
| 2005 | 616 394  | 786 830      |
| 2010 | 673 479  | 863 431      |

### Éghajlat
| Hónap                         | Jan. | Feb. | Már. | Ápr. | Máj. | Jún. | Júl. | Aug. | Szep. | Okt. | Nov. | Dec. | Év   |
| ----------------------------- | ---- | ---- | ---- | ---- | ---- | ---- | ---- | ---- | ----- | ---- | ---- | ---- | ---- |
| Rekord max. hőmérséklet (°C)  | 39,5 | 35,5 | 35,5 | 37,0 | 38,0 | 36,0 | 37,5 | 37,5 | 36,0  | 36,0 | 35,5 | 36,5 | 39,5 |
| Átlagos max. hőmérséklet (°C) | 30,4 | 30,5 | 30,4 | 30,8 | 31,6 | 31,9 | 32,9 | 32,3 | 31,3  | 31,7 | 31,5 | 31,0 | 31,4 |
| Átlaghőmérséklet (°C)         | 26,8 | 27,0 | 26,9 | 27,4 | 28,4 | 28,5 | 28,7 | 28,7 | 28,2  | 28,4 | 28,2 | 27,5 | 27,9 |
| Átlagos min. hőmérséklet (°C) | 22,0 | 22,0 | 22,0 | 22,0 | 24,0 | 25,0 | 25,0 | 25,0 | 25,0  | 25,0 | 23,0 | 22,0 | 23,5 |
| Rekord min. hőmérséklet (°C)  | 17,0 | 17,0 | 17,0 | 17,0 | 16,0 | 17,0 | 17,0 | 22,0 | 20,0  | 18,0 | 18,0 | 18,0 | 16,0 |
| Átl. csapadékmennyiség (mm)   | 15   | 3    | 2    | 3    | 27   | 266  | 245  | 287  | 304   | 139  | 21   | 11   | 1323 |
| Forrás: Weatherbase           |      |      |      |      |      |      |      |      |       |      |      |      |      |

## Testvértelepülések
|                           | Ország                | Város           | Ideje | Ref.   |
| ------------------------- | --------------------- | --------------- | ----- | ------ |
| Fülöp-szigetek            | Fülöp-szigetek        | Manila          | 1969  | [ 5 ]  |
| Japán                     | Japán                 | Szendai         | 1973  | [ 5 ]  |
| Japán                     | Japán                 | Ondzsuku        | 1978  | [ 5 ]  |
| Izrael                    | Izrael                | Netanya         | 1980  | [ 5 ]  |
| Kína                      | Kína                  | Csingtao        | 1985  | [ 5 ]  |
| Kanada                    | Kanada                | Québec          | 1986  | [ 5 ]  |
| Olaszország               | Olaszország           | Nápoly          | 1986  | [ 5 ]  |
| Amerikai Egyesült Államok | USA                   | Beverly Hills   | 1988  | [ 5 ]  |
| Franciaország             | Franciaország         | Cannes          | 1998  | [ 5 ]  |
| Spanyolország             | Spanyolország         | Ordicia         | 2008  | [ 5 ]  |
| Oroszország               | Oroszország           | Szocsi          | 2008  | [ 6 ]  |
| Ukrajna                   | Ukrajna               | Jalta           | 2009  | [ 6 ]  |
| India                     | India                 | Goa             | 2009  | [ 6 ]  |
| Amerikai Egyesült Államok | USA                   | McAllen         | 2009  | [ 7 ]  |
| Mexikó                    | Mexikó                | Cuernavaca      | 2010  | [ 8 ]  |
| Mexikó                    | Mexikó                | Guanajuato      | 2010  | [ 9 ]  |
| Vietnám                   | Vietnám               | Hạ Long         | 2011  | [ 10 ] |
| Ciprus                    | Ciprus                | Lárnaka         | 2011  | [ 11 ] |
| Azerbajdzsán              | Azerbajdzsán          | Baku            | 2011  | [ 12 ] |
| Mexikó                    | Mexikó                | Huamantla       | 2011  | [ 13 ] |
| Mexikó                    | Mexikó                | Boca del Río    | 2012  | [ 14 ] |
| Guatemala                 | Guatemala             | Puerto Quetzal  | 2012  | [ 15 ] |
| Dominikai Köztársaság     | Dominikai Köztársaság | Sosúa           | 2012  |        |
| Izrael                    | Izrael                | Eilat           | 2012  | [ 16 ] |
| Irán                      | Irán                  | Bandar Torkaman | 2012  | [ 17 ] |
| Peru                      | Peru                  | Callao          | 2013  | [ 18 ] |